# N Seoul Tower
Az N Seoul Tower, más néven Namsan Tower, Seoul Tower, illetve YTN Seoul Tower televízió- és rádióadó-torony Szöul Jongszan-ku (Yongsan-gu) kerületében. A torony a város egyik legnépszerűbb látványossága, 2016-ban a főváros által megkérdezett külföldi turisták az N Seoul Towert választották meg a legnépszerűbb célpontnak. A Namszan (Namsan) hegy tetején álló torony kilátójából rálátni a városra, az épületben éttermek, kávézók, szuvenírbolt és plüssmackó-kiállítás is található. A torony megközelíthető a Namszan (Namsan) libegővel, gyalogosan és busszal is.